# Unification du Népal
L'unification du Népal est le processus par lequel, de 1744 à 1816, les petits États occupant le versant méridional de l'Himalaya sont progressivement unis pour former le royaume du Népal. Ce processus est principalement l'œuvre de Prithvi Narayan, qui proclame officiellement l'unité du royaume le 25 septembre 1768 et installe la capitale de la nouvelle entité à Katmandou.

## Contexte
Jusqu'au milieu du XVIIIe siècle, le territoire connu postérieurement comme « Népal » est divisé en une cinquantaine de principautés. Le nom « Népal » lui-même ne recouvre que la vallée de Katmandou, divisée entre les royaumes de Katmandou, Lalitpur et Bhatgaon.
Le père de Prithvi Narayan, Nara Bhupal (en), roi de Gorkha, échoue lors de son règne à prendre le district de Nuwakot, qui lui aurait permis de contrôler la rive orientale de la rivière Trishuli, dépendant alors du royaume de Katmandou. Son royaume montagneux couvre alors à peine 250 kilomètres carrés,.

## Déroulement

### Tactique et premiers succès
En 1743, Prithvi Narayan accède au trône de Gorkha et lance une politique de conquête des autres royaumes népalais. Celle-ci se révèle certes efficace d'un point de vue militaire, du fait d'une bonne préparation logistique. Mais l'atout principal de Prithvi Narayan est son sens aigu de la politique, et son jeu permanent entre séduction et autorité. Ainsi, il se fait apprécier de ses soldats en leur offrant la propriété des terres qu'ils conquièrent, ce qui leur donne une motivation à se battre. Surtout, il profite des divisions des Newars, ses adversaires, que l'identité commune ne suffit pas à rassembler. À la brève exception d'un front commun durant l'année 1757, les royaumes newars négocient séparément avec le roi de Gorkha, ce qui les affaiblit.

### Prise de Katmandou
Le 25 septembre 1768, Prithvi Narayan entre dans Katmandou, proclame officiellement l'unité du Népal et fait de la ville conquise sa capitale.

### Règne de Prothvi Narayan
Toutefois, la conquête du territoire népalais n'est pas alors achevée. Prothvi Narayan poursuit les opérations militaires qui l'amènent à conquérir Bhaktapur en novembre 1768. Jusqu'à sa mort survenue en 1775, il mène une politique de conquête en direction de l'Est du pays actuel ainsi que du Sikkim.

## Conséquences

### Politiques
La prise de Katmandou marque l'avènement de la dynastie Shah. Prithvi Narayan et ses successeurs cherchent à créer une triple unité dans le pays, en valorisant une caste, celle des Khas (en), une langue, le népalais et une religion, l'hindouisme,.

### Sociales et religieuses
D'un point de vue ethnique et religieux, la mainmise des Gorkhas sur le territoire népalais détruit progressivement, jusqu'à la fin du XIXe siècle, le tissu communautaire préexistant. La structure sociale est redéfinie suivant les principes de l'hindouisme, notamment le système des castes, qui viennent bouleverser des populations tibéto-birmanes alors majoritairement bouddhistes. Par ailleurs, les populations vaincues sont vassalisées, les terres devenant propriété de l'armée victorieuse et les paysans exploitants devenant métayers, versant la moitié de leur récolte en impôts,.

## Historiographie
Ainsi, la grande politique d'unification du Népal est considérée de manière très différente suivant les populations. L'historiographie officielle en fait le point de départ de l'histoire moderne du pays. Les Newars, en revanche, analysent cette campagne militaire comme la fin de leur époque, une défaite humiliante et le symbole de leur asservissement dans un État dont ils deviennent citoyens de seconde zone. Ce choc dure encore deux siècles plus tard et explique en partie la guerre civile népalaise qui se déroule de 1996 à 2006.